# Đảo Ascension
Đảo Ascension (Ascension Island) là một đảo núi lửa tách biệt trong Đại Tây Dương, cách xích đạo 7°56' về phía nam. Nó cách bờ biển châu Phi khoảng 1.600 kilômét (1.000 mi) và cách bờ biển Brasil
chừng 2.250 kilômét (1.400 mi), tức đâu đó trong khoảng giữa của vùng biển giữa Nam Mỹ và châu Phi. Đây là một phần của lãnh thổ hải ngoại thuộc Anh Saint Helena, Ascension và Tristan da Cunha, trong đó đảo lớn Saint Helena nằm cách tận 1.300 kilômét (800 mi) về phía đông nam.
Tên đảo được đặt theo tên ngày phát hiện, Ngày Thăng thiên (Ascension Day). Nó từng đóng vai trò là chỗ dừng chân vào những ngày ngành hàng không còn dựa vào tàu bay. Vào Thế chiến II, đây là một trạm thủy-không quân quan trọng. Đảo Ascension là nơi đóng quân của hải quân Anh từ 1815 đến 1922.
Đảo là nơi đặt RAF Ascension Island (một sân bay trong những trạm Không lực Hoàng gia), một trạm theo dõi tên lửa của Cơ quan vũ trụ Châu Âu, một điểm SIGINT Anh-Mỹ và một trạm tiếp âm BBC World Service. Đây là nơi giàn quân chính trong cuộc chiến tranh Falklands. Đảo Ascension có một trong bốn anten (ba anten còn lại ở đảo Kwajalein, Diego Garcia, và mũi Canaveral) hỗ trợ sự vận hành của Hệ thống Định vị Toàn cầu (GPS).

## Địa lý

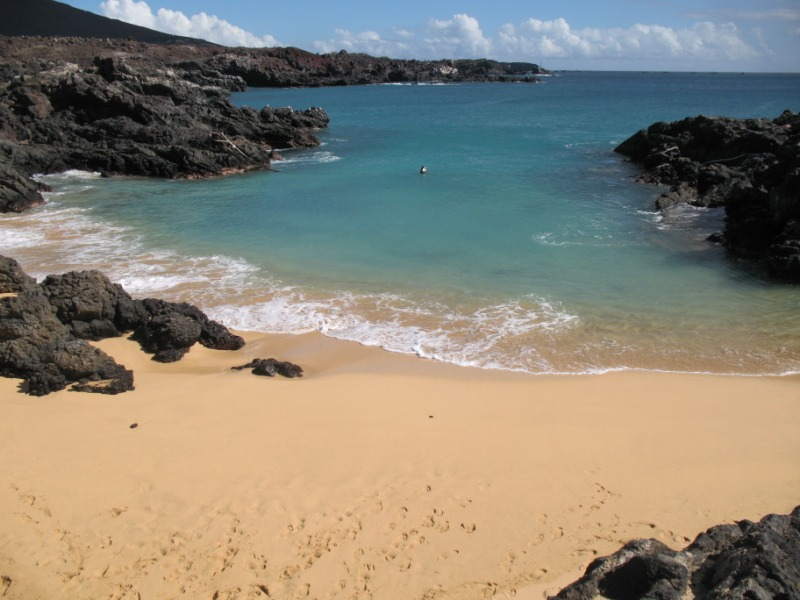
Comfortless Cove

Đảo có diện tích chừng 88 km², là một đỉnh núi lửa nhô lên mặt nước, chỉ cách sống núi giữa Đại Tây Dương 100 km (62 mi). Đa phần đất đai là sản phẩm của núi lửa.

### Địa chất
Về địa chất, đảo Ascension còn trẻ: nó là đỉnh của một núi lửa mới ló lên mặt biển khoảng một triệu năm trước. Dù hoạt động núi lửa chủ yếu dính dáng đến kiến tạo mảng sống núi giữa Đại Tây Dương 80 km về phía tây, đảo Ascension cũng cho thấy những đặc điểm liên quan đến hoạt động núi lửa điểm nóng. Điều này có vẻ là kết quả của một chùm manti nhỏ hơn ban đầu hình thành dưới sống núi, trước khi mảng châu Phi, cùng với sống núi, dạt về phía tây – để lại chùm manti tại vị trí hiện nay. Lần phun trào gần nhất có lẽ diễn ra vào thế kỷ XVI. Do chỉ mới trồi lên, đất ở đây chủ yếu là clinker (sản phẩm của loại dung nham ʻaʻā).

### Khí hậu
Đảo Ascension có khí hậu hoang mạc nóng (BWh, theo phân loại khí hậu Köppen). Nhiệt độ ven biển trung bình từ, và từ 5 đến 6 °C (9 to 11 °F) mát hơn ở điểm cao nhất. Trời có thể đổ mưa bất kì lúc nào, song thường nặng hạt hơn vào tháng 6-9. Dù nằm trong vùng nhiệt đới, lượng mưa hằng năm rất thấp. Nguyên nhân của điều này có lẽ là do nhiệt độ thấp của vùng nước xung quanh, bởi hải lưu Benguela và hải lưu Nam Xích đạo chảy về phía bắc từ vùng biển tây Phi. Những dòng biển này mang đến hiệu ứng làm lạnh cho Nam Đại Tây Dương. Lốc xoáy nhiệt đới ít khi diễn ra.
| Dữ liệu khí hậu của Georgetown, Ascension Island | Dữ liệu khí hậu của Georgetown, Ascension Island | Dữ liệu khí hậu của Georgetown, Ascension Island | Dữ liệu khí hậu của Georgetown, Ascension Island | Dữ liệu khí hậu của Georgetown, Ascension Island | Dữ liệu khí hậu của Georgetown, Ascension Island | Dữ liệu khí hậu của Georgetown, Ascension Island | Dữ liệu khí hậu của Georgetown, Ascension Island | Dữ liệu khí hậu của Georgetown, Ascension Island | Dữ liệu khí hậu của Georgetown, Ascension Island | Dữ liệu khí hậu của Georgetown, Ascension Island | Dữ liệu khí hậu của Georgetown, Ascension Island | Dữ liệu khí hậu của Georgetown, Ascension Island | Dữ liệu khí hậu của Georgetown, Ascension Island |
| Tháng                                            | 1                                                | 2                                                | 3                                                | 4                                                | 5                                                | 6                                                | 7                                                | 8                                                | 9                                                | 10                                               | 11                                               | 12                                               | Năm                                              |
| ------------------------------------------------ | ------------------------------------------------ | ------------------------------------------------ | ------------------------------------------------ | ------------------------------------------------ | ------------------------------------------------ | ------------------------------------------------ | ------------------------------------------------ | ------------------------------------------------ | ------------------------------------------------ | ------------------------------------------------ | ------------------------------------------------ | ------------------------------------------------ | ------------------------------------------------ |
| Cao kỉ lục °C (°F)                               | 31.7 (89.1)                                      | 31.7 (89.1)                                      | 31.7 (89.1)                                      | 32.2 (90.0)                                      | 31.7 (89.1)                                      | 30.6 (87.1)                                      | 30.6 (87.1)                                      | 28.9 (84.0)                                      | 28.9 (84.0)                                      | 28.9 (84.0)                                      | 30.0 (86.0)                                      | 30.6 (87.1)                                      | 32.2 (90.0)                                      |
| Trung bình ngày tối đa °C (°F)                   | 28.3 (82.9)                                      | 29.4 (84.9)                                      | 30.0 (86.0)                                      | 30.0 (86.0)                                      | 28.9 (84.0)                                      | 27.8 (82.0)                                      | 27.2 (81.0)                                      | 26.1 (79.0)                                      | 26.1 (79.0)                                      | 26.1 (79.0)                                      | 26.7 (80.1)                                      | 27.2 (81.0)                                      | 27.8 (82.0)                                      |
| Tối thiểu trung bình ngày °C (°F)                | 22.8 (73.0)                                      | 23.9 (75.0)                                      | 24.4 (75.9)                                      | 24.4 (75.9)                                      | 23.9 (75.0)                                      | 22.8 (73.0)                                      | 22.2 (72.0)                                      | 21.1 (70.0)                                      | 21.1 (70.0)                                      | 21.1 (70.0)                                      | 22.2 (72.0)                                      | 22.6 (72.7)                                      | 22.7 (72.9)                                      |
| Thấp kỉ lục °C (°F)                              | 18.9 (66.0)                                      | 20.0 (68.0)                                      | 21.1 (70.0)                                      | 20.6 (69.1)                                      | 19.4 (66.9)                                      | 19.4 (66.9)                                      | 19.4 (66.9)                                      | 18.3 (64.9)                                      | 17.2 (63.0)                                      | 18.3 (64.9)                                      | 17.8 (64.0)                                      | 17.8 (64.0)                                      | 17.2 (63.0)                                      |
| Lượng Giáng thủy trung bình mm (inches)          | 8 (0.3)                                          | 10 (0.4)                                         | 38 (1.5)                                         | 30 (1.2)                                         | 10 (0.4)                                         | 15 (0.6)                                         | 13 (0.5)                                         | 10 (0.4)                                         | 10 (0.4)                                         | 13 (0.5)                                         | 8 (0.3)                                          | 8 (0.3)                                          | 173 (6.8)                                        |
| Số ngày giáng thủy trung bình (≥ 0.3 mm)         | 7                                                | 5                                                | 7                                                | 8                                                | 6                                                | 8                                                | 7                                                | 8                                                | 10                                               | 12                                               | 8                                                | 8                                                | 94                                               |
| Độ ẩm tương đối trung bình (%)                   | 74                                               | 73                                               | 73                                               | 73                                               | 70                                               | 69                                               | 69                                               | 70                                               | 73                                               | 73                                               | 72                                               | 73                                               | 72                                               |
| Số giờ nắng trung bình tháng                     | 229                                              | 224                                              | 276                                              | 267                                              | 264                                              | 260                                              | 239                                              | 217                                              | 165                                              | 161                                              | 159                                              | 198                                              | 2.659                                            |
| Nguồn 1: Deutscher Wetterdienst                  |                                                  |                                                  |                                                  |                                                  |                                                  |                                                  |                                                  |                                                  |                                                  |                                                  |                                                  |                                                  |                                                  |
| Nguồn 2: Danish Meteorological Institute         |                                                  |                                                  |                                                  |                                                  |                                                  |                                                  |                                                  |                                                  |                                                  |                                                  |                                                  |                                                  |                                                  |